# Texel (Pays-Bas)
Pour les articles homonymes, voir Texel.
Texel (/ˈtɛ.səl/ ) est une île néerlandaise en mer du Nord, formant une commune de la province de Hollande-Septentrionale. Elle est séparée du continent par le bras de mer du Marsdiep et la mer des Wadden.
L'île est la plus grande, la plus peuplée et la plus occidentale de l'archipel frison, qui s'étend jusqu'au Danemark. Texel est réputée pour sa faune, notamment en hiver, lorsque les oiseaux de proie et les oies sauvages viennent y séjourner. Une partie de l'île est couverte par le parc national Duinen van Texel (Dunes de Texel).
L'usage en français est de parler de l'île du Texel mais de la commune de Texel[réf. souhaitée].

## Histoire

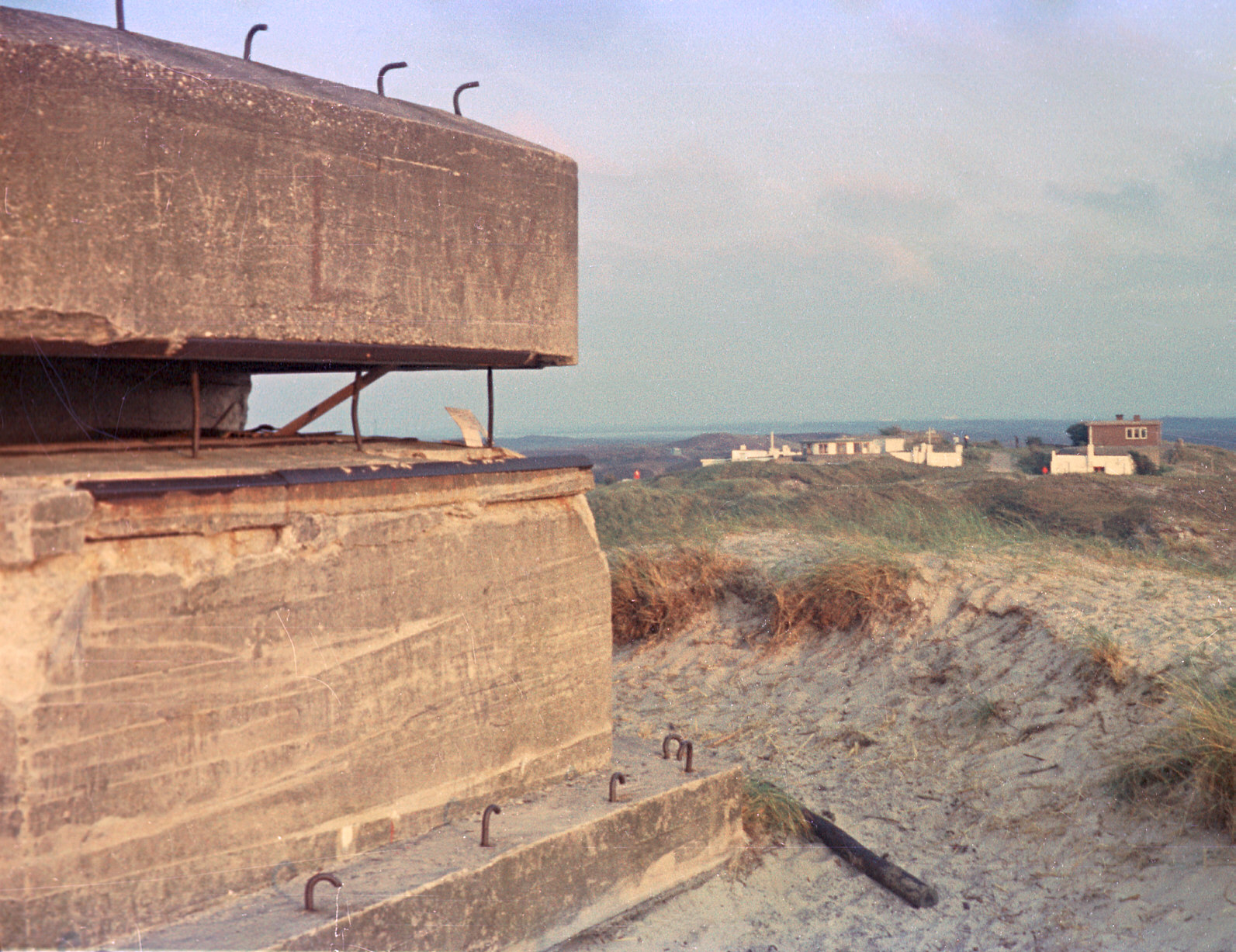
Séquelles de guerre.

L'île du Texel, dotée d'une charte communale en 1415, était formée autrefois de deux îles distinctes qui communiquaient par des bancs de sable : Texel proprement dite au sud, et Eierland au nord-ouest. Une digue créa le premier lien insubmersible en 1630.
Proche du port du Helder, la rade du Texel est un mouillage important pour la flotte militaire néerlandaise du XVIe au XIXe siècle. Des hussards français y capturent la flotte néerlandaise, en janvier 1795.

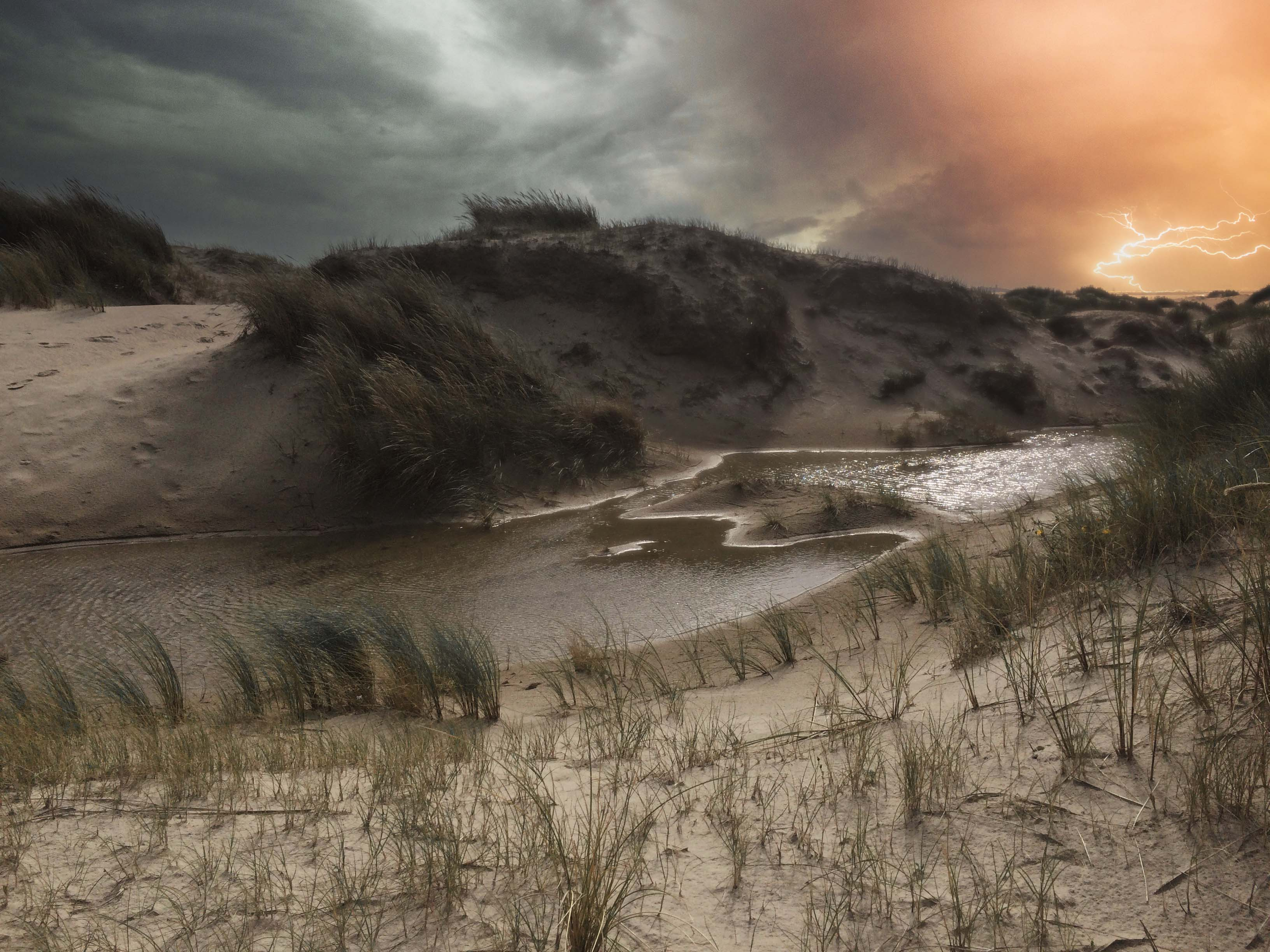
De Hors, parc national Duinen van Texel.

Le peintre anglais William Turner en 1831, représente la flotte de Maarten Tromp   dans un tableau intitulé Barge de l'amiral van Tromp entrant dans le Texel en 1645. Il s'agit probablement d'une référence à la bataille de Schéveningue qui s'est déroulée huit ans plus tard. Cette huile sur toile est conservé au Sir John Soane's Museum à Londres.
La poldérisation des schorres entre les deux parties débuta en 1835, sous la direction du Belge De Cock.
À la fin des années 1920, la population de l'île comportait une forte proportion d'espérantophones (un millier sur un total de 8 000 habitants). Les activités de cette communauté culminèrent avec la construction d'un monument commémoratif dédié au créateur de l'espéranto, L.L. Zamenhof, et qui fut inauguré le 30 mai 1935 dans le village de Den Burg,. En 1937 est construit l'Aéroport international de Texel, initialement pour des besoins militaires. Les avions ont été neutralisés au sol par les Allemands en mai 1940.
En 1945, l’île fut le théâtre d'une insurrection des troupes supplétives géorgiennes contre l'occupant allemand, celle-ci étant connue pour être le dernier champ de bataille européen de la Seconde Guerre mondiale.

### Batailles
- 1653 : bataille de Scheveningen
- 1673 : bataille de Texel
- 1694 : bataille du Texel
- 1795 : capture de la flotte hollandaise au Helder
- 1945 : insurrection géorgienne de Texel

## Environnement

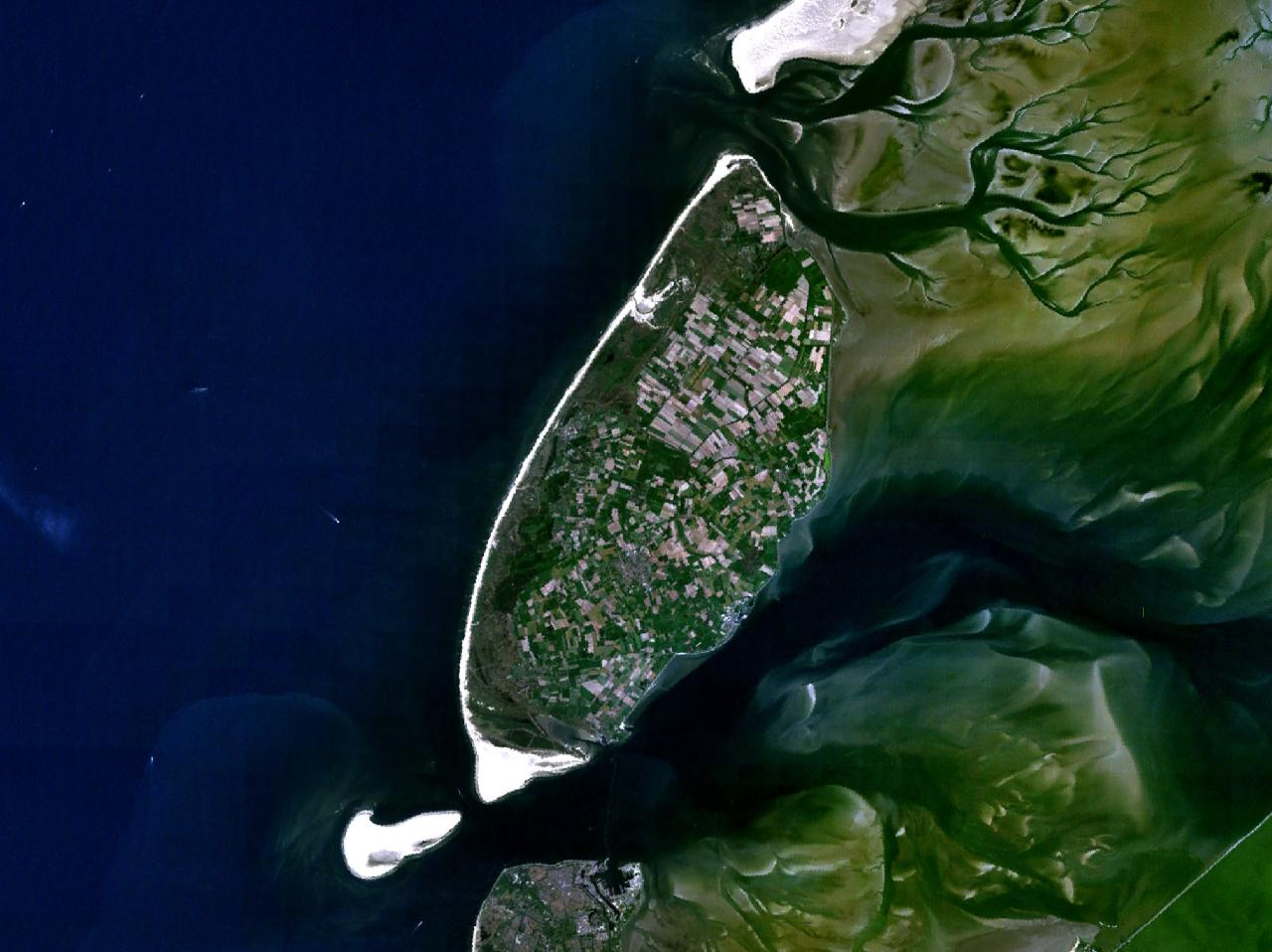
Texel, vue satellite.

Le paysage typique de l'île est constitué de prairies, de dunes, de dépressions intra-dunaires et de landes à bruyères, avec un climat adouci par la proximité de la mer. Comme dans les autres îles de la mer de Wadden (Terschelling et Vlieland notamment), ses habitats écologiquement précieux pour la biodiversité qu'ils abritaient sont en nette dégradation et en recul face à l'urbanisation, aux routes mais aussi en raison de l'eutrophisation générale des milieux et des sécheresses exacerbées par le drainage des zones humides ou la baisse des nappes superficielles à la suite du pompage. Un projet Life européen vise à restaurer 1 100 hectares de dunes et à gérer le milieu par un pâturage extensif sur 1 550 autres hectares.
Le parc national des Dunes de Texel créé en 2002 vise à protéger cet espace.

## Administration
L’île forme une commune comprenant les villes, villages et hameaux de Bargen, De Cocksdorp, De Koog, De Nes, De Waal, Den Burg, Den Hoorn, Dijkmanshuizen, Driehuizen, Harkebuurt, 't Horntje, Midden-Eierland, Molenbuurt, Nieuweschild, Noorderbuurt, Ongeren, Oost, Oosterend, Oudeschild, Spang, Spijkdorp, Tienhoven, Westermient, Zevenhuizen et Zuid-Eierland.
La commune comprend également l'îlot inhabité de Noorderhaaks.
Un ferry assure le transit entre Le Helder et l'île, en traversant le Marsdiep. L'île dispose d'un aérodrome à Zuid-Eierland.

## Galerie photographique

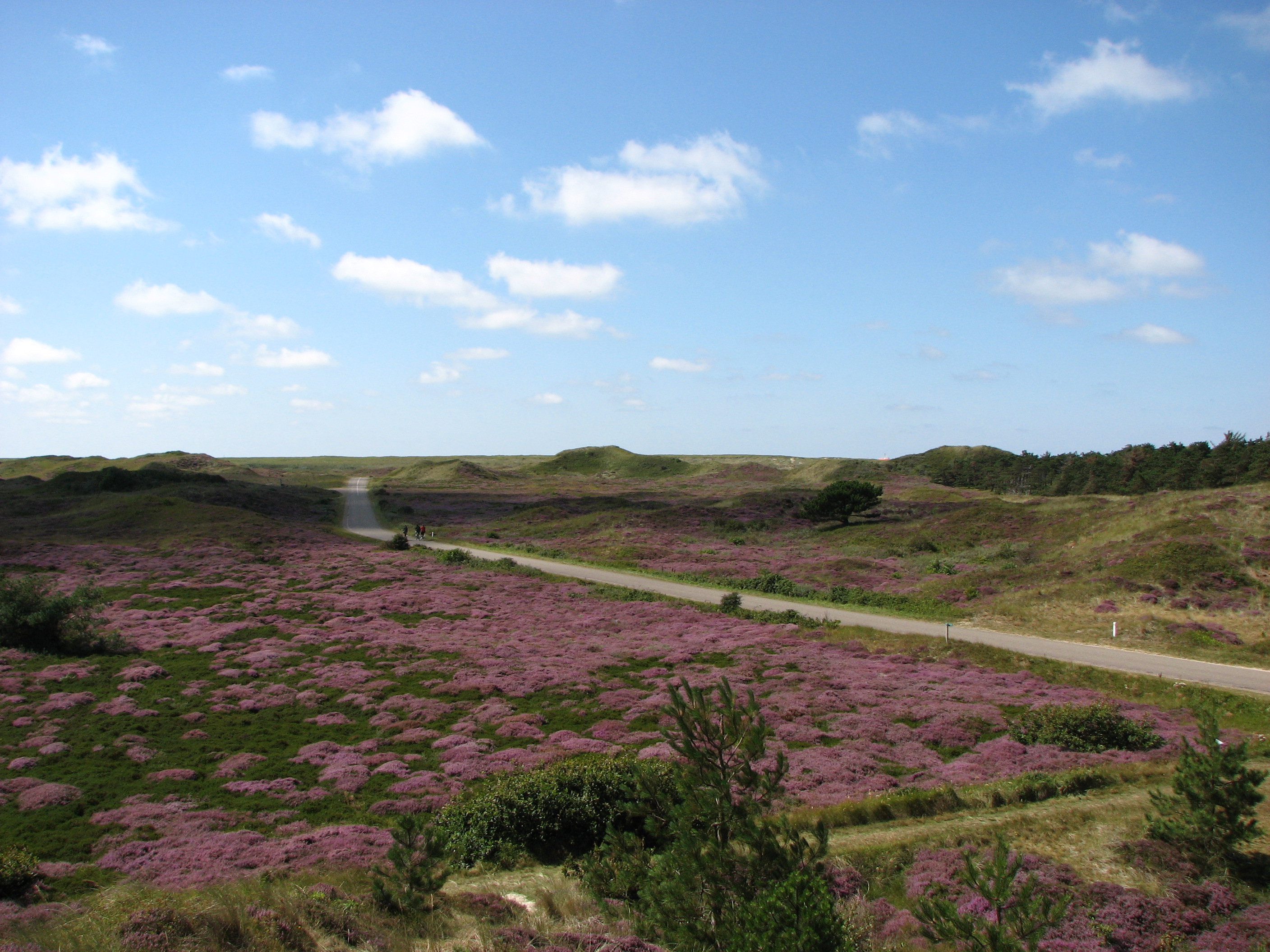
Dune.
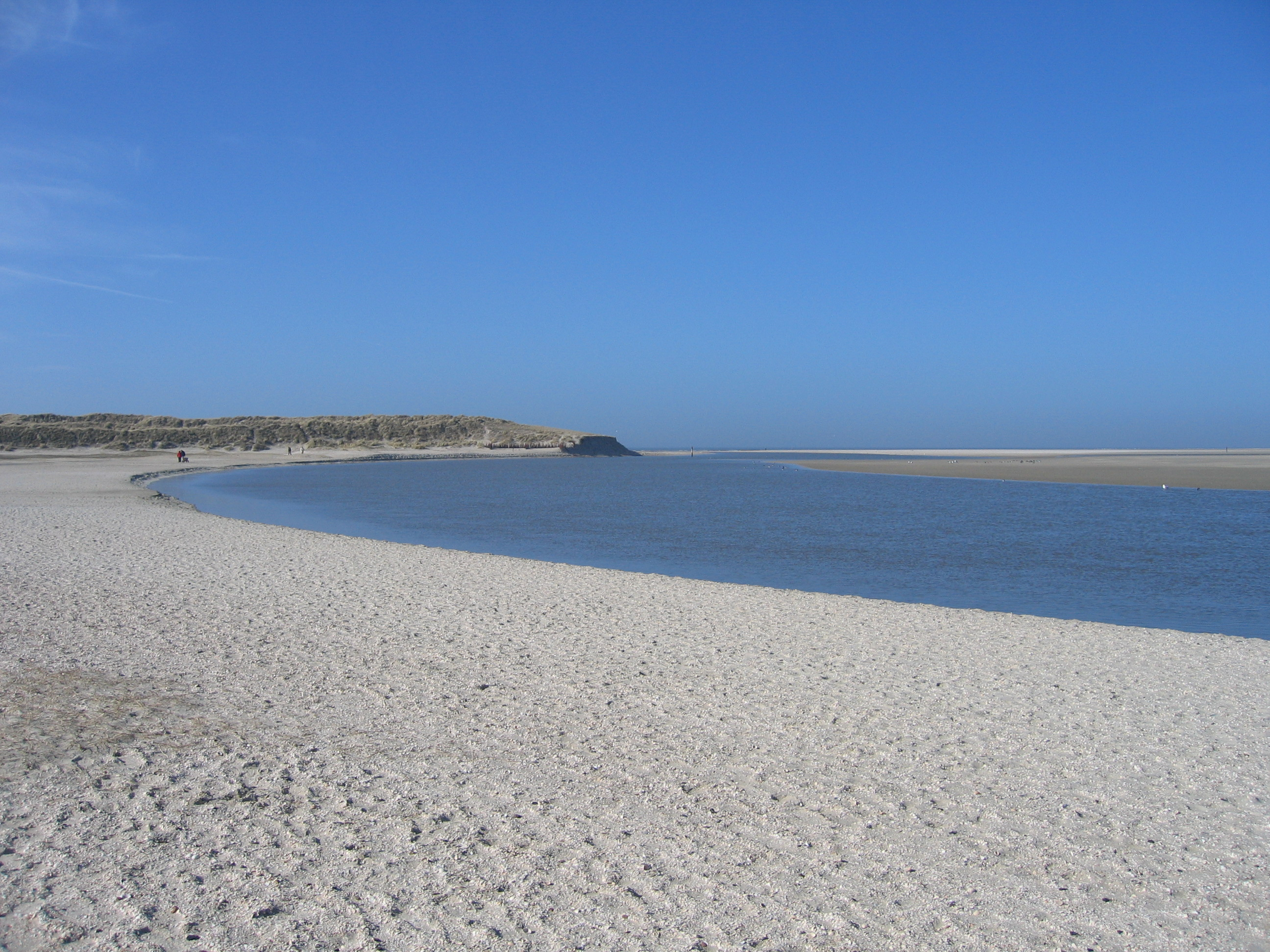
Les dunes de l'île de Texel.
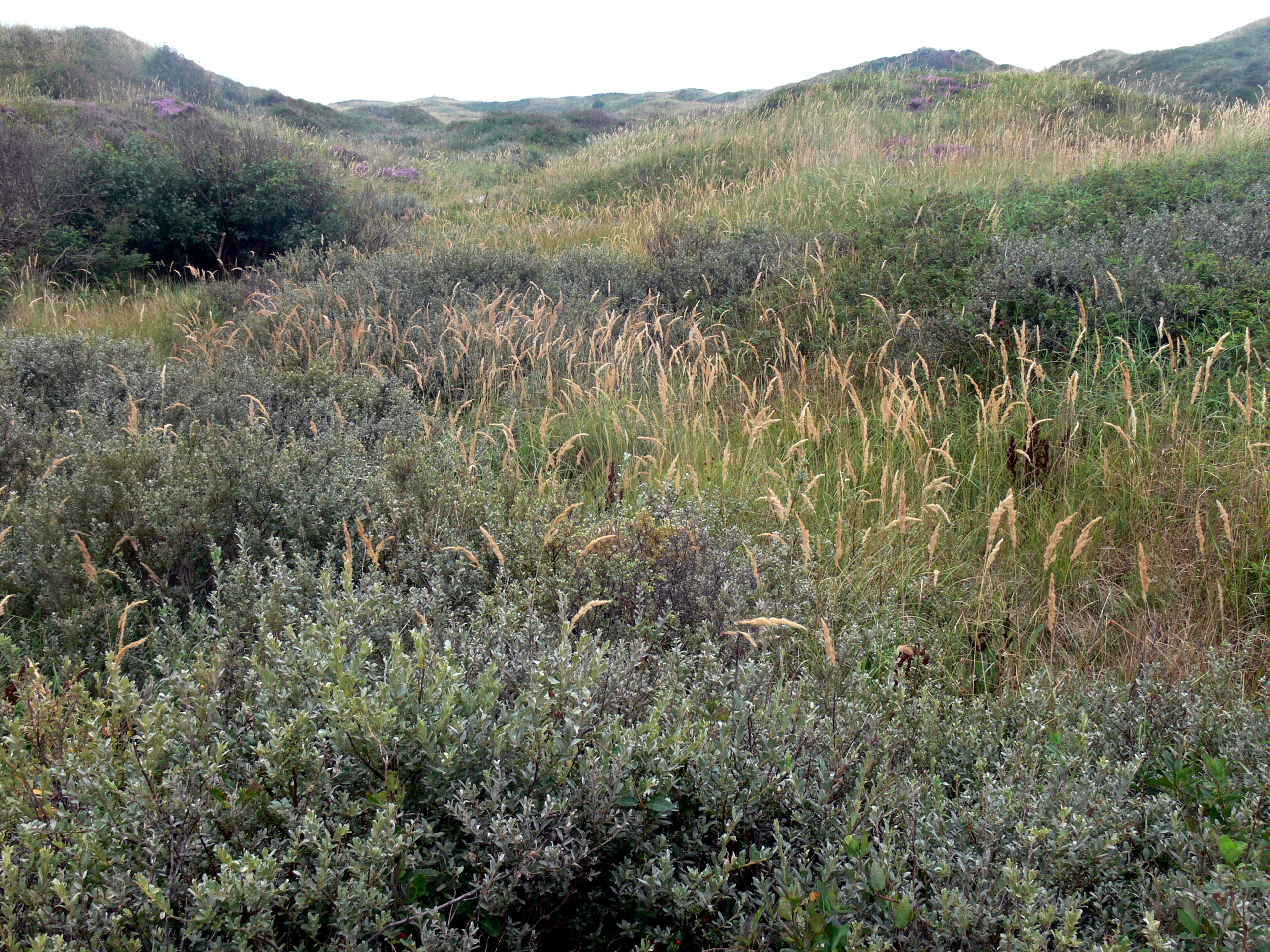
Lande à bruyères.
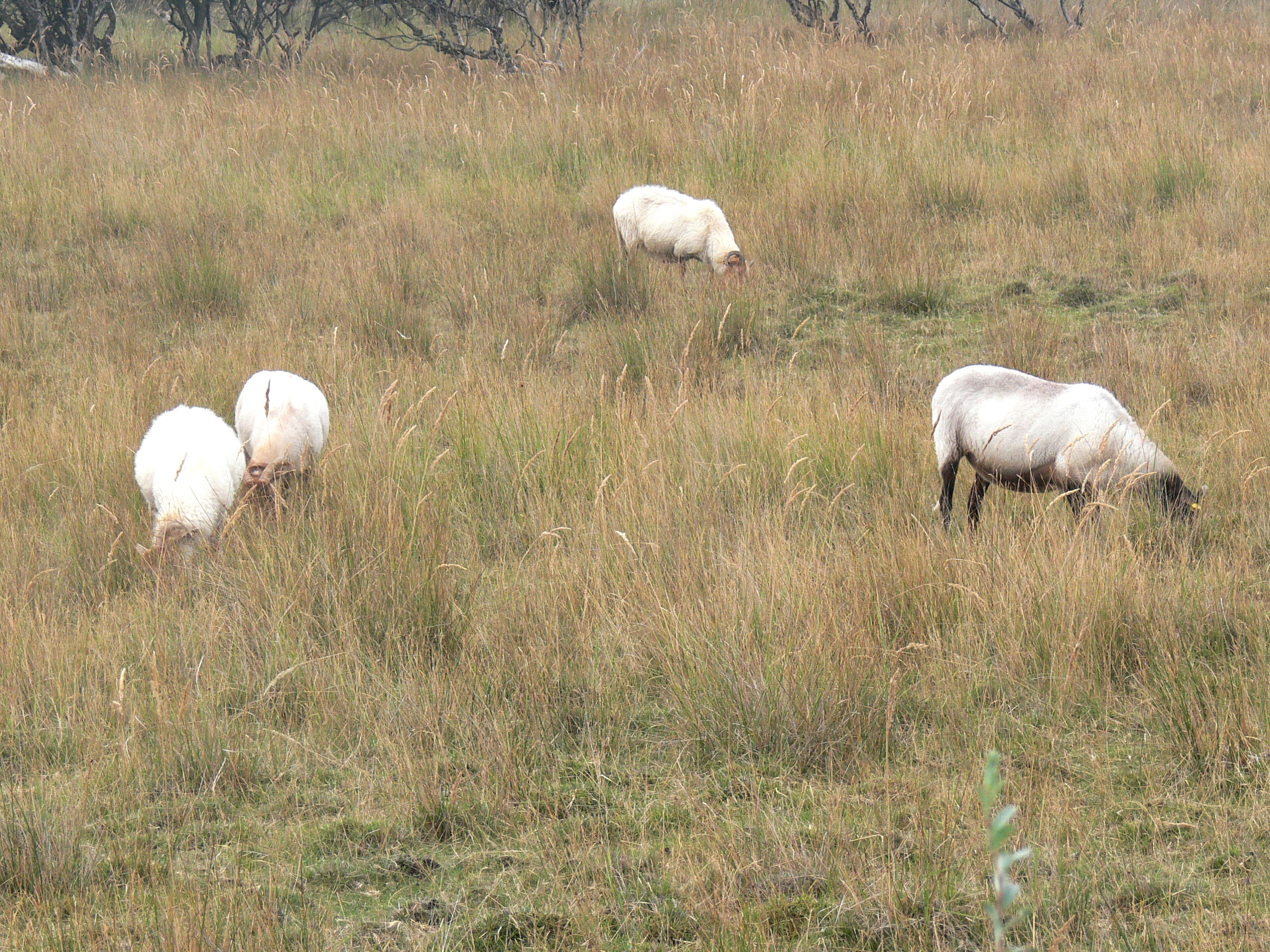
Moutons.
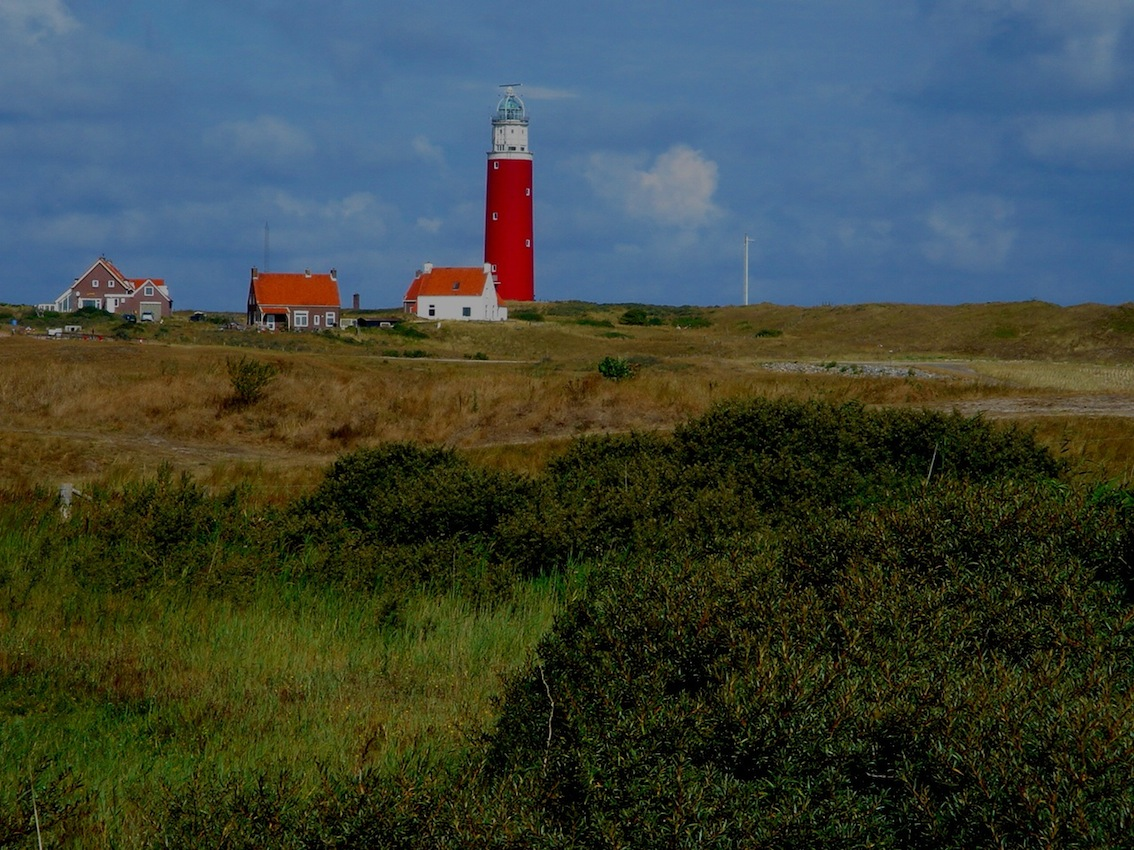
Phare.